# Sent Bausèli de Pedoci
Sent Bausèli (en francès Saint-Bauzille-de-Putois) és un municipi occità del Llenguadoc, situat al departament de l'Erau i a la regió d'Occitània.